# Emangioma capillare
L'emangioma capillare, conosciuto anche come emangioma infantile, voglia di fragola, nevo vascolare è un'anomalia vascolare che appare come un'area cutanea rialzata, rossa e bitorzoluta.

## Localizzazione
È localizzata alla testa e al collo nell'83% dei casi.

## Epidemiologia
Si presenta nel 10% dei neonati, apparendo normalmente tra una e quattro settimane dopo la nascita. È più comune nel sesso femminile rispetto a quello maschile, con un rapporto di 5 a 1, soprattutto nella popolazione caucasica. Inoltre i neonati sottopeso hanno una probabilità maggiore di sviluppare un emangioma, pari a circa il 26%.

## Clinica
Può inizialmente crescere rapidamente, per poi fermarsi e lentamente scomparire. Alcuni scompaiono all'età di 2 anni, circa il 60% a 5 anni e il 90–95% prima dei 9 anni.

## Emangioma oculare
Si tratta del più frequente tumore infantile dei tessuti molli orbitari. Può interessare la cute palpebrale, l'orbita o entrambe le strutture sotto forma di una massa bluastra ben delineata.